# Juniorvärldsmästerskapen i konstsim 1995
Juniorvärldsmästerskapen i konstsim 1995 arrangerades mellan den 20 och 23 juli 1995 i Bonn i Tyskland. Det var den fjärde upplagan av juniorvärldsmästerskapen i konstsim.

## Resultat
| Gren | Guld | Guld   | Silver | Silver | Brons | Brons  |
| Solo | Olga Brusnikina Ryssland | 93,089 | Virginie Dedieu Frankrike                                                                                        | 89,819 | Estella Warren Kanada | 89,533 |
| Par  | Ryssland Olga Brusnikina Aleksandra Vasina                                                                                                 | 90,871 | Japan Riho Nakajima Yoko Isoda                                                                                   | 88,802 | USA Elicia Marshall Alanna O'Leary | 88,183 |
| Lag  | Kanada Estella Warren Tyna Agostinelli Valérie Hould-Marchand Reidun Tatham Lyne Beaumont Fanny Létourneau Catherine Garceau Mélanie Gagné | 90,747 | Japan Riho Nakajima Yoko Isoda Ayano Egami Kayo Higmi Juri Tatsumi Michiyo Fujimaru Sachiko Ushijima Yoko Yoneda | 89,482 | Ryssland Olga Brusnikina Aleksandra Vasina Jekaterina Androtjina Nadezjda Timosjkina Julija Vasileva Anna Maslova Olga Leonova Tatjana Zujeva | 89,416 |

## Medaljtabell
| Nr                  | Nation              | Guld | Silver | Brons | Totalt |
| ------------------- | ------------------- | ---- | ------ | ----- | ------ |
| 1                   | Ryssland (RUS)      | 2    | 0      | 1     | 3      |
| 2                   | Kanada (CAN)        | 1    | 0      | 1     | 2      |
| 3                   | Japan (JPN)         | 0    | 2      | 0     | 2      |
| 4                   | Frankrike (FRA)     | 0    | 1      | 0     | 1      |
| 5                   | USA (USA)           | 0    | 0      | 1     | 1      |
| Totalt (5 nationer) | Totalt (5 nationer) | 3    | 3      | 3     | 9      |

## Deltagande nationer
- Belarus
- Brasilien
- Bulgarien
- Colombia
- Egypten
- Frankrike
- Grekland
- Israel
- Italien
- Japan
- Jugoslavien
- Kanada
- Kazakstan
- Kina
- Mexiko
- Nederländerna
- Ryssland
- Schweiz
- Slovakien
- Spanien
- Storbritannien
- Sydafrika
- Sydkorea
- Tjeckien
- Tyskland
- Ungern
- USA
- Uzbekistan